# Гаццо, Майкл Винченцо
Майкл Винче́нцо Га́ццо (англ. Michael Vincenzo Gazzo; 5 апреля 1923 года, Хиллсайд, Нью-Джерси — 14 февраля 1995 года, Лос-Анджелес, Калифорния) — американский актёр и сценарист. Наибольшую известность и номинацию на премию «Оскар» ему принесла роль Фрэнки Пентенджели в криминальной драме Фрэнсиса Форда Копполы «Крёстный отец 2» (1974).

## Биография
Майкл В. Гаццо родился 5 апреля 1923 года в Хиллсайде в штате Нью-Джерси. После службы в военно-воздушных силах США во время Второй мировой войны Гаццо поступил на курсы актёрского мастерства Эрвина Пискатора.
Поначалу Гаццо снимался в эпизодах и второстепенных ролях. Широкую известность получил в 1974 году с выходом фильма Фрэнсиса Форда Копполы «Крёстный отец 2». Роль Фрэнки принесла актёру номинацию на премию «Оскар» за лучшую мужскую роль второго плана. Награда в итоге досталась его коллеге по фильму Роберту Де Ниро.
Гаццо скончался 14 февраля 1995 года от инсульта. Похоронен на Вествудском кладбище в Лос-Анджелесе.

## Фильмография

### Художественные фильмы
- 1954 — В порту
- 1971 — Банда, не умевшая стрелять
- 1974 — Крёстный отец 2 / Фрэнк Пентенджели
- 1975 — Коджак
- 1977 — Чёрное воскресенье
- 1977 — Старски и Хатч
- 1977 — Барнаби Джонс
- 1977 — Баретта
- 1978 — Коломбо
- 1978 — Пальцы
- 1978 — Король цыган
- 1979 — Такси
- 1979 — Гангстеры (фильм, 1979)
- 1979 — Пограничный коп
- 1979 — Рыбы, которые спасли Питтсбург
- 1983 — Внезапный Удар